# Lamb of God
Lamb of God este o formație americană de heavy metal din Richmond, Virginia. Formată în 1990, trupa constă din vocalistul Randy Blythe, chitariștii Mark Morton și Willie Adler, basistul John Campbell, și bateristul Chris Adler. Formația e considerată a fi parte din Noul val al heavy metal-ului american.

De la formarea sa, Lamb of God a lansat 6 albume de studio, un album live, un album compilație, și trei DVD-uri.

## Membrii formației
Membri actuali
- John Campbell – bas (1990–prezent)
- Art Cruz – baterie (2019–prezent)
- Mark Morton – chitară (1990–1994, 1997–prezent)
- Randy Blythe – vocal (1995–prezent)
- Willie Adler – chitară (1999–prezent)

Foști membri
- Matt Conner – chitară (1990–1994)
- Abe Spear – chitară (1994–1998)

## Discografie
Albume de studio
- Burn the Priest (as Burn the Priest) (1999)
- New American Gospel (2000)
- As The Palaces Burn (2003)
- Ashes of the Wake (2004)
- Sacrament (2006)
- Wrath (2009)
- Resolution (2012)
- VII: Sturm und Drang (2015)
- Lamb of God (2020)
- Omens (2022)